# Lobería
Lobería è una città dell'Argentina, situata nella provincia di Buenos Aires.